# Força conservativa
Uma força é dita conservativa quando o trabalho que ela realiza para mover uma partícula entre dois pontos é independente da trajetória percorrida. Semelhantemente, se uma partícula viaja em um percurso fechado, o trabalho total realizado por uma força conservativa é zero. Em outras palavras, o trabalho é o mesmo para quaisquer dois caminhos entre os pontos dados.
Num sentido mais geral, uma força é conservativa se, e somente se, pode ser expressa como o gradiente de uma função escalar, chamada de energia potencial. O termo conservativa vem do fato de que, em um sistema isolado no qual apenas forças conservativas atuam sobre os objetos, mesmo que haja variação da energia cinética e da energia potencial, há a conservação da energia mecânica Emec do sistema.
As forças conservativas mais conhecidas são a gravitacional, a elástica e a eletrostática entre duas cargas. Esta última, por ser uma força central, é conservativa se, e somente se, ela é esfericamente simétrica.
Exemplos de forças não-conservativas são: o arrasto (que depende da velocidade), o atrito (que depende da direção do movimento), a força magnética (que depende da velocidade) e a força de um campo elétrico dependente do tempo.

## Visão geral
Informalmente, uma força conservativa pode ser considerada uma força que conserva energia mecânica. Em um sistema isolado, se todas as forças são forças conservativas, a energia mecânica do sistema é conservada. Aqui, a energia mecânica se refere à soma da energia cinética e da energia potencial.
A força gravitacional, a força elástica, a força magnética (de acordo com algumas definições, veja abaixo) e a força elétrica (pelo menos em um campo magnético independente do tempo, veja a lei de indução de Faraday para detalhes) são exemplos de forças conservativas, enquanto atrito e arrasto são exemplos clássicos de forças não-conservativas. Para forças não-conservativas, a energia mecânica que é perdida (não conservada) e transformada em outra forma de energia, geralmente térmica. Essas e outras perdas de energia são irreversíveis de acordo com a segunda lei da termodinâmica.

### Independência da trajetória de forças conservativas

O trabalho exercido pela força gravitacional em um objeto depende somente da mudança de sua altura pois essa força é conservativa.

Há um teste para determinar se uma força é conservativa ou dissipativa: deixa-se a força atuar sobre uma partícula movendo-se ao longo de um percurso fechado (que começa e termina no mesmo ponto). Se é nulo o trabalho total realizado sobre a partícula, ao longo desse ou de qualquer outro percurso fechado, a força é conservativa.
Uma consequência importante desse teste é a seguinte: o trabalho realizado por uma força conservativa em uma partícula que se move entre quaisquer dois pontos não depende de sua trajetória. Assim, se todas as forças que agem sobre a partícula são conservativas, o trabalho realizado sobre a partícula é o mesmo para as duas trajetórias. Esse resultado é importante porque permite simplificar problemas difíceis quando apenas uma força conservativa está envolvida.
O trabalho realizado por uma força conservativa equivale ao negativo da variação da energia potencial durante o processo. Para uma prova, imagine dois caminhos 1 e 2, ambos indo do ponto A ao ponto B. A variação de energia para a partícula, tomando o caminho 1 de A para B e depois o caminho 2 de volta de B para A, é 0; assim, o trabalho é o mesmo no caminho 1 e 2, ou seja, o trabalho é independente do caminho percorrido, desde que vá de A a B.
Por exemplo, se uma criança desliza para baixo em um escorregador sem atrito, o trabalho realizado pela força gravitacional na criança do início ao fim do escorregador é independente do formato do escorregador; depende apenas do deslocamento vertical da criança.

## Descrição matemática
Um campo de força F é considerado conservativo quando atende a três condições equivalentes:
- O campo é definido em uma área simplesmente conectada e cumpre a condição de integrabilidade, o que significa que o rotacional de F é o vetor zero:

{\displaystyle {\vec {\nabla }}\times {\vec {F}}={\vec {0}}.\,}
- A soma do trabalho (W) realizado pela força ao mover uma partícula por uma trajetória que começa e termina no mesmo lugar é zero:

{\displaystyle W\equiv \oint _{C}{\vec {F}}\cdot \mathrm {d} {\vec {r}}=0.\,}
- A força pode ser descrita como o gradiente negativo de um potencial, {\displaystyle \Phi }:

Quaisquer dois caminhos em um campo de força conservativa.

{\displaystyle {\vec {F}}=-{\vec {\nabla }}\Phi .\,}

### Prova de que estas três condições são equivalentes quandoFé um campo de força
Existem três critérios equivalentes para determinar se um campo é conservativo. O primeiro critério é acerca da definição de um campo de forças conservativo; os outros são outras formulações do primeiro critério. Muitas vezes o campo de força está definido de uma forma "direta" através do segundo critério. Assim, se tem que o trabalho em um campo conservativo é independente do percurso.
1 implica 2
Seja C qualquer caminho fechado simples e considere uma superfície A da qual C é o limite. Então a integral sobre esse caminho será:
{\displaystyle \int _{A}\left({\vec {\nabla }}\times {\vec {F}}\right)\cdot \mathrm {d} {\vec {a}}=\oint _{C}{\vec {F}}\cdot \mathrm {d} {\vec {r}}}
Se o rotacional de F é zero, o lado esquerdo é zero - portanto, a afirmação 2 é verdadeira.
2 implica 3
Suponha que a afirmação 2 seja válida. Seja c uma curva simples da origem até um ponto {\displaystyle x} e defina uma função
{\displaystyle \Phi (x)=-\int _{c}{\vec {F}}\cdot \mathrm {d} {\vec {r}}.}
O fato de essa função ser bem definida (independente da escolha de c) decorre da afirmação 2. De qualquer forma, do teorema fundamental do cálculo, segue-se que:
{\displaystyle {\vec {F}}=-{\vec {\nabla }}\Phi .}
Portanto, a afirmação 2 implica a afirmação 3 (ver gradiente).
3 implica 1
Finalmente, suponha que a terceira afirmação seja verdadeira. Uma identidade de cálculo vetorial bem conhecida afirma que o rotacional do gradiente de qualquer função é 0 (ver mais). Portanto, se a terceira afirmação for verdadeira, então a primeira declaração deve ser verdadeira também.
Isso mostra que a afirmação 1 implica 2, 2 implica 3 e 3 implica 1. Portanto, todas as três são equivalentes, Q.E.D.
Muitas forças (particularmente aquelas que dependem da velocidade) não são conservativas, pois as três condições citadas acima não são matematicamente equivalentes. Por exemplo, a força magnética satisfaz a condição 2 (visto que o trabalho feito pelo campo magnético em uma partícula carregada é sempre zero), mas não satisfaz a condição 1, e a condição 3 não é nem mesmo definida (a força não é um campo vetorial, não há como calcular seu rotacional). Alguns autores classificam a força magnética como conservativa, enquanto outros não. A força magnética é um caso incomum; a maior parte das forças dependentes de velocidade, como o atrito não satisfazem nenhuma das três condições e portanto não são conservativas.

## Teorema do trabalho e energia potencial
Se a partícula está sujeita a várias forças, todas elas conservativas, nosso resultado é facilmente generalizado. 
O teorema do trabalho e energia potencial dá-se pela seguinte expressão:
{\displaystyle W_{1,2}=U(s_{1})-U(s_{2})}
onde U(s) é uma primitiva da função Ft definida por:
{\displaystyle U=-\int \limits _{S_{ref}}^{S}F_{t}d_{s}}
A posição Sref é a posição de um ponto qualquer escolhido como referência. Para que a força seja realmente uma função da posição é necessário que sempre que a partícula se encontrar num ponto da sua trajetória, a força nesse ponto seja sempre igual, ou seja, que ela seja uma força conservativa.
A primitiva U(s) da força conservativa, definida pela equação acima, é designada por energia potencial. A escolha arbitrária do ponto de referência Sref não terá nenhuma consequência física, já que o que o trabalho será calculado a partir da diferença de energia potencial entre dois pontos.
A força resultante pode, em geral, incluir forças conservativas e não conservativas. O trabalho da força resultante é igual ao aumento de energia cinética, e pode ser calculado como o trabalho feito pela soma de todas as forças conservativas, mais o trabalho das forças não conservativas:
{\displaystyle W_{resultante}=W_{F_{c}}+W_{F_{n}c}}
O trabalho das forças conservativas é igual à diminuição da energia potencial e o trabalho total é igual ao aumento da energia cinética. Assim, temos:
{\displaystyle E_{c2}-E_{c1}=U_{1}-U_{2}+W_{1,2}} (não conservativas)
Em que U é a soma de todas as energias potenciais associadas a todas as forças conservativas e Ec é a energia cinética. 
Define-se a energia mecânica do sistema igual à soma das energias cinética e potencial:
{\displaystyle E_{m}=E_{c}+U}
Em função da energia mecânica, a equação acima fica:
{\displaystyle E_{m2}-E_{m1}=W_{1,2}} (não-conservativas)
Assim, o teorema do trabalho e a energia mecânica demonstra que:O aumento da energia mecânica Em, definida como a soma da energia cinética mais a energia potencial, é igual ao trabalho feito pelas forças não conservativas.
Uma consequência desse resultado é a lei de conservação da energia mecânica: se não atuarem forças não conservativas, a energia mecânica do sistema permanecerá constante.

## Gráficos de energia
Outra característica importante de sistemas unidimensionais é que, com apenas uma variável independente (x), podemos desenhar o gráfico da energia potencial U(x), o que torna mais fácil a visualização do comportamento do sistema.<ref name="3"> Assumindo que todas as forças sobre o objeto são conservativas, definimos a energia potencial como
{\displaystyle U(x)=-\int F_{x}(x')dx'}
onde Fx é a componente x da força resultante sobre a partícula.
O gráfico da energia potencial associada a uma força conservativa é muito útil na análise do movimento. A figura a seguir mostra um exemplo; a curva representa a energia potencial total do sistema, em função da distância ao longo da trajetória, s.

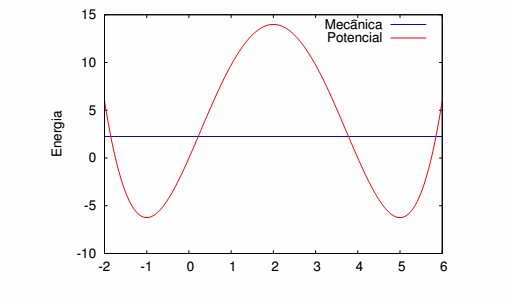
Exemplo de energia potencial e energia mecânica

Há duas propriedades importantes a salientar na análise dos gráficos de energia potencial. A primeira é que em qualquer ponto s, a componente tangencial da força associada à energia potencial é igual a menos a derivada da energia potencial:
{\displaystyle F_{t}=-{\frac {dU}{ds}}}
O gráfico da energia potencial associada a uma força conservativa é muito útil na análise do movimento. A figura a seguir mostra um exemplo; a curva representa a energia potencial total do sistema, em função da distância ao longo da trajetória, s.
Há duas propriedades importantes a salientar na análise dos gráficos de energia potencial. A primeira é que em qualquer ponto s, a componente tangencial da força associada à energia potencial é igual a menos a derivada da energia potencial:
{\displaystyle F_{t}=-{\frac {dU}{ds}}}
A segunda propriedade importante é que a partícula nunca poderá estar numa posição onde a energia mecânica {\displaystyle E_{m}} seja menor que a energia potencial, já que {\displaystyle E_{m}-U} é igual à energia cinética, que é sempre positiva ou nula. Aplicando essas propriedades ao exemplo no gráfico, vemos que nos intervalos {\displaystyle 2<s<-1} e {\displaystyle 2<s<5} o valor da força tangencial é positivo, isto é aponta no sentido em que a posição s aumenta. 
Nos intervalos {\displaystyle 1<s<2} e {\displaystyle 5<s<6}, o valor da força é negativo (aponta no sentido em que s diminui). Nos pontos s = -1, s = 2 e s = 5, a força é nula. A esses pontos é dada a denominação de pontos de equilíbrio. A energia mecânica não pode ser menor que -6,75. A reta horizontal corresponde a uma energia mecânica igual a 2,25 unidades. Admitindo que não existam forças não conservativas, essa energia permanece constante. Com essa energia, a partícula só poderá estar nas regiões em que:
{\displaystyle E_{m}\geq U(x)}.
Assim, a partícula não poderia estar na posição s = 3. A partícula estará confinada a uma vizinhança do ponto -1 ou 5.
Nos pontos em que a reta horizontal (energia mecânica da partícula) corta a curva da energia potencial, a energia cinética será nula e, portanto, a partícula estará em repouso; no entanto a partícula não permanece em repouso por muito tempo, porque a força nesses pontos não é nula. Por exemplo, se num instante a partícula estiver na posição s = 5, deslocando-se no sentido em que s aumenta, deslocar-se-á até um ponto perto de s = 6 onde a partícula para; nesse ponto a força aponta no sentido negativo da distância, o que faz com que a partícula regresse para o ponto s = 5, mas agora com velocidade no sentido negativo da distância. A partícula aproximar-se-á do ponto s = 3:8, onde a sua velocidade será nula; nesse ponto, sendo a força no sentido positivo da distância, a partícula regressará à posição s = 5 e o ciclo será repetido novamente.

## Energia potencial gravitacional
O peso é uma força conservativa. Usando um sistema de coordenadas em que o eixo do z é vertical e aponta para cima, o peso é:
{\displaystyle {\vec {F}}=-\;mg{\vec {e}}_{z}}
O trabalho realizado por essa força entre dois pontos A e B é:
{\displaystyle W=\int \limits _{B}^{A}{\vec {F}}.d{\vec {r}}}
Em coordenadas cartesianas, o produto escalar entre a força e o deslocamento é:
{\displaystyle {\vec {F}}.d{\vec {r}}=mgdz}
e, portanto o integral desde A até B será um integral em ordem à variável z, desde Za até Zb:
{\displaystyle W=-\;mg\int \limits _{Zb}^{Za}dz=mgza-mgzb}
Este resultado mostra que o trabalho depende apenas das alturas inicial e final e o resultado será o mesmo independentemente do percurso seguido entre esses dois pontos. A energia potencial gravitacional, associada ao peso, é:
{\displaystyle U_{g}=mgz}
A escolha da origem é arbitrária: as alturas podem ser medidas em relação a qualquer ponto, sem ter que ser em relação ao solo.

## Forças elásticas

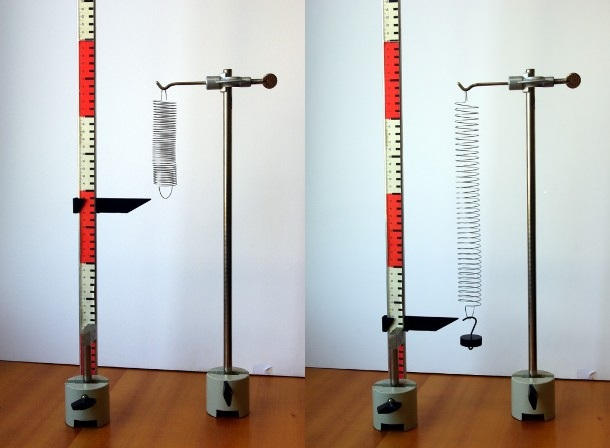
Mola elástica pendurada dum suporte horizontal. A elongação é diretamente proporcional ao peso colocado.

Uma mola elástica esticada ou comprimida exerce uma força dirigida na direção e sentido que faz regressar a mola à sua forma
normal.
O módulo da força exercida pela mola é diretamente proporcional à elongação da mola. Se pendurarmos um peso {\displaystyle P}, a mola é esticada até ficar numa posição em que a força elástica equilibra o peso. Duplicando esse peso duplica-se a elongação. 
A expressão matemática dessa relação entre a força elástica {\displaystyle {\vec {F}}_{\mathrm {e} }} e
a elongação {\displaystyle z} é chamada lei de Hooke.
{\displaystyle {\vec {F}}_{\mathrm {e} }=-k\,z\,{\vec {e}}_{z}}
em que {\displaystyle k} é a constante elástica da mola e a posição {\displaystyle z} é medida desde a posição em que não está a ser exercida nenhuma força sobre a mola.
A força elástica é uma força conservativa. Usando como ponto de referência o ponto {\displaystyle z=0} em que a mola tem o seu comprimento normal, a energia potencial elástica é:
{\displaystyle U_{\mathrm {e} }=-\int _{0}^{x}(-k\,z)\,{\vec {e}}_{z}\cdot \mathrm {d} \,{\vec {r}}\qquad \Rightarrow \qquad U={\frac {1}{2}}k\,z^{2}}